# Jiaozhou

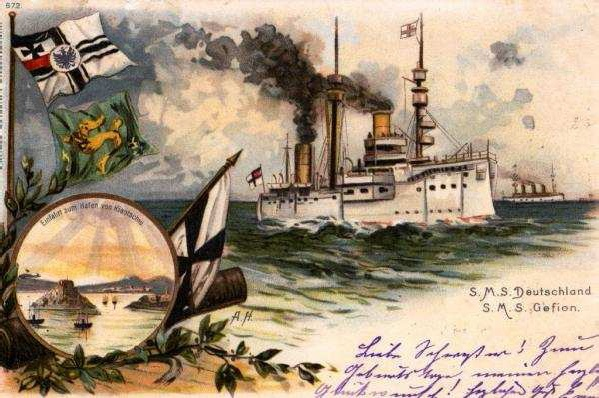
Karta pocztowa z 1898 roku

Jiaozhou (chin. trad. 膠州, chin. upr. 胶州, pinyin Jiāozhōu) – dawna koncesja niemiecka o powierzchni 552 km² na terytorium Chin (cesarska prowincja Szantung w północnych Chinach, na południowym wybrzeżu Półwyspu Szantung), przyznana II Rzeszy przez cesarstwo chińskie. Jiaozhou było dzierżawione przez Niemcy w latach 1898–1914. Nazwa Jiaozhou funkcjonuje w różnych zromanizowanych wersjach: Kiaochow, Kiauchau albo Kiao-Chau (w języku angielskim) i Kiautschou (w języku niemieckim), w wersji polskiej jako Kiauczou, Kiaoczou lub Kiauczau. Ośrodkiem administracyjnym, pod które podlegało terytorium koncesyjne, było Tsingtau. W przeciwieństwie do innych niemieckich posiadłości kolonialnych, Jiaozhou podlegało urzędowi marynarki wojennej, a nie urzędowi kolonialnemu.

## Historia
W 1860 pruska flota wpłynęła w rejon zatoki Jiaozhou. W następnym roku została podpisana chińsko-pruska umowa handlowa. Ferdinand von Richthofen po swoich podróżach do Chin w latach pomiędzy 1868 a 1871 polecił tę zatokę jako dogodne miejsce dla bazy pruskiej marynarki wojennej. W 1896 z osobistą wizytą przybył tu dowódca Niemieckiej Floty Wschodnioazjatyckiej. W latach 1897–1914 stacjonowała tu Niemiecka Eskadra Wschodnioazjatycka.
Kiedy 1 listopada 1897 zamordowano dwóch misjonarzy niemieckich, cesarz Wilhelm II użył tego jako pretekstu do zajęcia zatoki. 14 listopada 1897 niemiecka piechota morska wylądowała w tym rejonie i zajęła go bez walki.
Po kilku miesiącach Chiny zostały zmuszone do wydzierżawienia rejonu Zatoki Jiaozhou Niemcom na okres 99 lat. 6 tygodni później – 6 kwietnia 1898 teren ten został oficjalnie ogłoszony niemieckim protektoratem, port został natomiast otwarty 1 lipca 1899. Do tego czasu region ten był zamieszkiwany przez ok. 83 tys. mieszkańców.
W wyniku umowy dzierżawy rząd chiński musiał się zrzec wszelkiej suwerenności na wspomnianym terytorium, oprócz tego została utworzona specjalna strefa bezpieczeństwa o szerokości 50 km. Ponadto Niemcy otrzymali prawo do budowy linii kolejowych do lokalnych składów, także część półwyspu Szantung, mimo że formalnie nie była częścią protektoratu, dostała się do niemieckiej strefy wpływów. Wydzierżawienie Jiaozhou stało się także początkiem dla innych koncesji na terytorium Chin, takich jak: rosyjski Port Artur, brytyjskie Weihaiwei i francuskie Guangzhouwan.
Jiaozhou podlegało Urzędowi Cesarskiej Marynarki Wojennej i było zarządzane przez gubernatora. 23 sierpnia 1914 Chiny anulowały dzierżawę rządowi Niemiec. 7 listopada 1914 zatoka została zajęta przez Japonię, która po rozpoczęciu I wojny światowej przyłączyła się do ententy. Ostatecznie rejon ten został zwrócony Chinom 10 grudnia 1922, Japonia zagarnęła go raz jeszcze na okres od 1937 do 1945.

## Gubernatorzy
- 07.03.1898 – 19.02.1899 Carl Rosendahl (kapitan marynarki)
- 19.02.1899 – 27.01.1901 Paul Jaeschke (kapitan marynarki)
- 27.01.1901 – 08.06.1901 Max Rollmann (kapitan marynarki) (prowizorycznie)
- 08.06.1901 – 19.08.1911 Oskar von Truppel (wiceadmirał)
- 19.08.1911 – 07.11.1914 Alfred Meyer-Waldeck (kapitan marynarki)